# Urolagnie

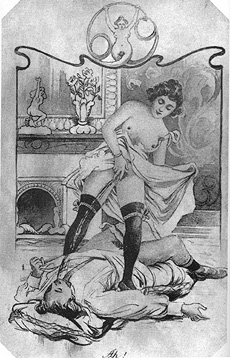
Plasseks

Urolagnie, urofilie of plasseks is het beleven van seksuele opwinding aan urine of het urineren. Het woord is een samentrekking van de Griekse woorden ouron dat urine betekent en lagneia dat wellust betekent.
Plasseks is een vorm van saliromanie en bestaat in verschillende vormen. Het kan gaan om genieten van plas zelf, bijvoorbeeld wanneer ze (eigen of andermans) plas zien, ruiken, voelen, proeven of drinken (urophagia). Het omvat ook de handeling van het plassen, bijvoorbeeld iemand zien plassen of zelf over iemand (of zichzelf) heen plassen (ook wel golden shower genoemd). Ook kan het gaan om plassen in kleding of iemand dat zien doen. Voor sommigen is juist het (moeten) ophouden van de plas en het bevrijdende gevoel erna opwindend. Afhankelijk van de voorkeur kan de beoefenaar van plasseks dit ervaren als intiem, vies, vernederend, ondeugend of een combinatie van deze gevoelens.